# Libertárius Párt (Amerikai Egyesült Államok)
A Libertárius Párt liberális politikai párt az Amerikai Egyesült Államokban. David Nolan alapította 1971-ben, miután kilépett a Republikánus Pártból.

## Választások
A 2012-es amerikai elnökválasztáson Gary Johnsont indították a Libertárius Párt elnökjelöltjeként, és egymillió szavazatot kapott. A 2016-os amerikai elnökválasztáson ismét Gary Johnsont indították. Gary Johnson négymillió szavazatot kapott.